# Siggenberg
Der Siggenberg ist eine Erhebung des Jura im Schweizer Kanton Aargau. Er wird im Westen vom Aaretal, im Süden vom Limmattal und im Norden und Nordosten vom Surbtal begrenzt. Rund um den Siggenberg liegen die Gemeinden Endingen, Lengnau, Freienwil, Obersiggenthal, Untersiggenthal und Würenlingen. Auf dem Siggenberg befindet sich der Weiler Steinenbühl, der zur Gemeinde Untersiggenthal gehört. Die höchste Stelle des Siggenbergs ist im Südosten auf dem Hörndli auf 624 Metern.